# Mutilación en el Imperio bizantino

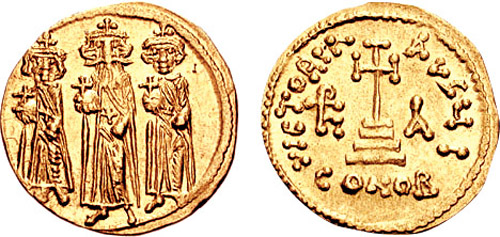
Heraclonas con su padre, Heraclio, y su hermano, Constantino III. A Heraclonas le cortaron la nariz después de destronarlo.

La mutilación en el Imperio Bizantino fue un método común de castigo para delincuentes, pero también desempeñó un importante papel en la vida política del imperio. La mutilación de rivales políticos por orden del emperador era considerada como una forma efectiva de marginar de la línea de sucesión a una persona que era vista como una amenaza. En la cultura bizantina el emperador era un reflejo de la autoridad celestial; ya que Dios era perfecto, el emperador también tenía que ser inmaculado, cualquier mutilación, especialmente las heridas faciales, descalificaban a un individuo para acceder al trono. Una excepción fue Justiniano II, quien tenía su nariz cortada (en griego: rhinokopia) cuando fue derrocado en 695, pero fue capaz de convertirse en emperador nuevamente en 705.
Algunas de las lesiones realizadas tenían una justificación práctica secundaria, como lo ejemplifica un método que era bastante común, causar ceguera. Cegando a un rival no solo se restringía su movilidad, sino que, además, lo imposibilitaba para conducir un ejército en el campo de batalla, algo muy importante para conseguir el control del imperio. Otro método utilizado para eliminar a los adversarios potenciales era la castración. En el Imperio Bizantino, se creía que un hombre castrado ya no era hombre y que estaba mitad muerto, «vivirla [la castración] era estar mitad muerto». La castración también eliminaba cualquier posibilidad de tener herederos que amenazaran el derecho del emperador y sus hijos al trono.
La ceguera como castigo para rivales políticos y como pena reconocida para la traición fue establecida en 705, aunque el emperador Focas la había utilizado anteriormente durante su reinado. La castración como castigo para rivales políticos no entró en uso hasta mucho más tarde, alcanzó popularidad en los siglos X y XI. Los castrados no eran vistos como una amenaza, no importaba cuánto poder consiguieran, jamás podrían acceder al trono. Muchos eunucos tuvieron cargos importantes y de alta confidencialidad en la corte y administración bizantinas. Un buen ejemplo es el de Basilio Lecapeno, hijo ilegítimo del emperador Romano I, que fue castrado cuando joven. Ganó suficiente poder como para convertirse en parakoimomenos y en un eficaz primer ministro para tres emperadores sucesivos, pero no podía asumir el trono. Otras mutilaciones practicadas eran cortar la nariz o amputar las extremidades.